# Вагиф, Молла Панах
Молла Панах Вагиф (азерб. ملاپناه واقف, Molla Pənah Vaqif; около 1717, село Гыраг Салахлы — 1797, Шуша) — азербайджанский поэт и государственный деятель (визирь) Карабахского ханства XVIII века.

## Биография
Молла Панах Вагиф родился в первой половине XVIII века. Его отцом был Мехти-ага, а матерью Аг-гыз. Ф. Кочарлинский родиной Вагифа называл селение Гасансу, близ Акстафы. Но в то же время он отмечал, что по некоторым сведениям родиной поэта считается селение Салахлы. Точная дата рождения поэта не установлена. По косвенным данным годом его рождения называется 1717 год; Рзакулибек и А. Берже полагают, что Вагиф родился несколько позже. И. Джахангиров и С. Мумтаз писали, что Вагиф родился примерно в 1733 году в Гыраг Салахлы, возле Казаха.
С юных лет он обучался у некоего Шафи-эфенди, овладел арабским и персидским языками. Помимо этого будущий поэт интересовался астрономией, приобрёл навыки зодчего. Ввиду частых феодальных междоусобиц, которые вспыхивали на границе с Грузией, примерно в 1759 году жители ряда сёл Казаха переселились в Карабахское ханство. В их числе оказалась и семья Вагифа. Вначале он проживал в селении Тертербасар, где занимался преподаванием, вслед за этим он открывает школу в Шуше, где продолжает учить детей. В Шуше он основал махалле Саатлы, куда вместе с ним переселились 17 семей из рода Саатлы.
Примерно в 1769—1770 гг. Молла Панах оказался при дворе карабахского хана. По рассказу Рзакулибека, проживая в Шуше, Вагиф подружился со многими влиятельными людьми, в числе которых оказался Мирза Вели Бахарлы. Последний был доверенным лицом карабахского Ибрагим Халил-хана. Мирза Вели Бахарлы удивился, когда Молла Панах Вагиф заранее сообщил ему о предстоящем лунном затмении и землетрясении, о чём он поведал хану. Тот встретился с Вагифом и, оценив его познания, решил привлечь к управлению ханством. Вначале Вагифа назначили церемониймейстером, а позже он стал главным визирем, пробыв на этой должности до конца своих дней.
По словам придворного историографа Мирзы Джамала, Вагиф пользовался «большой известностью и популярностью как мудрый и опытный визирь». Абрахам Бекназарянц, который был придворным Ага Мухаммад-шаха, называл Молла Панаха духовным вождём карабахских тюрок (азербайджанцев). Последующие азербайджанские историки XIX века, являющиеся уроженцами Карабаха, утверждали, что Молла Панах Вагиф пользовался большим авторитетом у Ибрагим Халил-хана. Так, Мирза Адигёзал-бек называл Вагифа «главным секретарём и собеседником, ведающим всеми делами страны, прочной опорой… государства». Карадаги говорил: «покойный Ибрагим-хан считал Молла Панаха способным к любому делу, всегда относился к нему как к самому дорогому другу и прислушивался к его советам». По сообщению Мир Мехти Хазани, Молла Панах был
ближайшим к его величеству человеком, извещавшим его о необходимых мероприятиях. И всегда все дела внутри и за пределами государства хан решал по совету Молла Панаха... Он дал ему полную власть»
Находясь на посту визиря, Вагиф принимал участие в строительстве многих объектов в Шуше. Карадаги пишет, что «покойный Молла Панах» был руководителем всех работ, связанных как с личными постройками хана и его детей, так и с возведением городской стены и ограды. По сообщению А. Берже: «Вагиф был особенно известен как опытный инженер. Ханский дворец в Шуше, жилые здания и крепостные стены были построены им». Популярность Молла Панаха была настолько велика, что по сей день бытует поговорка: «Не всякий грамотей может стать Молла Панахом».
На посту визиря Вагиф проявил незаурядные способности дипломата. При его участии был заключён оборонительный союз между Карабахом, Грузией, Талышским и Эриванским ханствами против Ирана. Он же был инициатором переговоров с Россией, имевших целью заручиться её поддержкой.

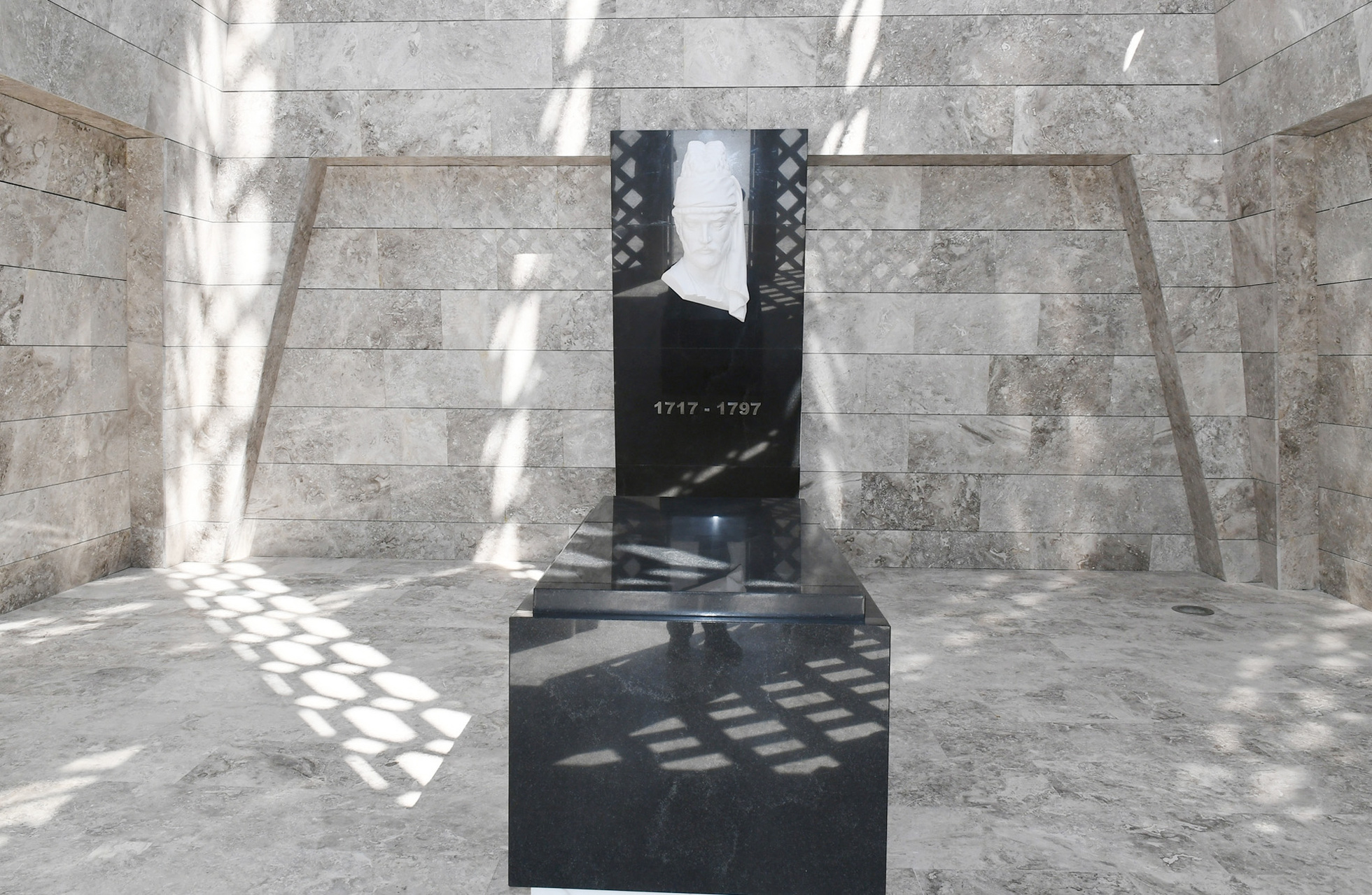
Могила Вагифа в Шуше

После прихода к власти в ханстве Мамедбека, последний в 1797 году казнил Вагифа вместе с его сыном Алиагой, по преданию, приказав сбросить их со скалы в пропасть. Ещё когда Вагиф находился в заточении, в Шушу прибыл лезгинский поэт Ахтылы Магеррам, который посвятил хвалебную оду Мамедбеку, требуя в ней освобождения Вагифа.
Убийство Вагифа, прежде всего, произошло по политическим мотивам. В то же время во взаимоотношениях между Мамедбеком Джеванширом и Молла Панахом были и другие эпизоды. Например, Вагиф в своё время воспрепятствовал женитьбе Мамедбека на ханской дочери, поскольку не желал его сближения с Ибрагим Халил-ханом. Историки XIX века отмечали, что Мамедбек теперь был влюблён в жену самого Вагифа.
Дом поэта был разорён, рукописи уничтожены.

## Частная жизнь
Помимо родного, он свободно владел персидским и арабским языками. Вагиф принял шиизм и старался перетянуть в это течение других учёных и литераторов (например, Видади).
Супругой поэта была Гызханум. По имеющимся скудным сведениям, у Вагифа были две дочери и сын Алиага, писавший стихи под псевдонимом Алим. Дочери были выданы замуж за сыновей другого азербайджанского поэта Молла Вели Видади. Относительно сына стоит также сказать, что он был известен как «Али» и как «Касым».
Дом Молла Панаха Вагифа в Шуше находился на улице Шейтан базар, расположенной в восточной части города. К настоящему времени он не сохранился.

## Творчество
Для поэзии Вагифа характерны стихи, написанные, преимущественно, в размере хеджа. В то же время его газели, мухаммасы и мустазады свидетельствуют о том, что он в совершенстве владел размером аруз. Кроме того, Вагиф — автор целого ряда гошм.
После смерти Вагифа рукописи его стихов были уничтожены или расхищены. Тем не менее ряд стихов сохранились в памяти ашугов, а некоторые люди даже собирали и переписывали его произведения в особые тетради — джунги. В Республиканском рукописном фонде Азербайджана и Музее истории азербайджанской литературы содержатся десятки джунгов, а также рукописных альманахов — тезкире со стихами поэта.
Первый сборник со стихами поэта («Вагиф и его современники»), куда вошло 70 его поэтических произведений, был издан в 1856 году в Темир-Хан-Шуре историографом Мирза Юсуфом Нерсесовым (Карабаги). Помощь в составлении ему оказал поэт Мирзаджан Мадатов, который и посоветовал собрать поэтический сборник. Первым переводом Вагифа на другой язык является газель, опубликованная в 1849 году в журнале «Рубон» в переводе поэта Тадеуша Лада-Заблоцкого на польский язык.
Поэтическое творчество Вагифа, открывшее новую страницу в азербайджанской поэзии, было близко к народу. Лирика поэта жизнерадостна; Вагиф трезво судит о реальной жизни, а её невзгоды стремится преодолеть силой разума, находя философский смысл даже в скорбях. Высшую награду человеку Вагиф видел в земной, почти языческой любви. В отличие от поэтов-романтиков, воспевавших возвышенно-жертвенную любовь к идеальной красавице, Вагиф поэтизирует наслаждение, создаёт образы вполне реальных красавиц, весёлых проказниц («Фиалка», «Двух красавиц я славлю», «Грудь упругая прекрасна»).
В поздние годы в стихах Вагифа чувствуется мотив превратности судьбы (бессилие человека перед лицом рока, провидения), обычный для средневековой восточной лирики («Видади, ты на чёрствые эти сердца погляди»). Горечью пропитана философская лирика («Кто совершенен, того постигают напасти судьбы»), проникнутая также ироническим отношением к миру обмана и зла («Я правду искал, но правды снова и снова нет»).
Вместе с Видади, старшим современником и другом, Вагиф утвердил в азербайджанской поэзии ашугскую форму гошма, которая наиболее близка к народному поэтическому творчеству. Своими же газелями, мухаммасами, написанными в строго классической форме, Вагиф отдал дань и поэтической школе Физули. Стихи Вагифа и сегодня  поются ашугами и певцами. Существует азербайджанская поговорка, которая гласит: «Не всякий, кто учится, сделается Молла Панахом».

### Влияние и значение
Ашуг Али называл Вагифа «ханом поэтов», а крупный азербайджанский литературовед дореволюционного периода Ф. Кочарлинский — «национальным поэтом». Ашуг Али (Клиберли) из Караджадага неоднократно называл Вагифа своим учителем.
Крупный лезгинский поэт Етим Эмин ещё в раннем возрасте испытал на себе сильное влияние Вагифа, с творчеством которого был знаком ещё в детстве. Дух вагифовской поэзии чувствуется как в лезгинских, так и в азербайджанских стихах Эмина, но особенно на начальном периоде его азербайджаноязычного творчества. Литературовед М. Ярахмедов, исследовавший творческую связь Вагифа и Эмина, заключает, что Етим Эмин был идейным наследником Вагифа.
Вагиф был любимым поэтом у советско-азербайджанского поэта Самеда Вургуна, который писал: «Ещё с раннего детства я находился под сильным влиянием творчества Вагифа. Его прекрасные стихи, ясный и народный язык оказали на моё творчество большое влияние. Под влиянием могучего поэтического обаяния Вагифа я писал первые свои стихи». Жизнь Вагифа нашла художественное воплощение в драматической поэме Вургуна «Вагиф». Вагифу посвящёно другое произведение Вургуна — стихотворение «Смерть поэта».
Трагическая судьба Вагифа в центре романа писателя Юсиф Везира Чеменземинли «В крови».

## Память
Долгое время могила поэта была местом поклонения, о чём писал ещё в начале XX века Фиридун-бек Кочарлинский. В январе 1982 года на могиле поэта был открыт мавзолей (арх. А. Саламзаде и Э. Кануков, скульптор А. Мустафаев). Местность, ставшая местом сооружения мемориала, называется «Джыдыр-дюзи» (поле для скачек), которое расположено в юго-восточной части города. С 1982 года в Казахе и Шуше ежегодно проводились Дни поэзии Вагифа. Во время Первой карабахской войны мавзолей был частично повреждён и пришёл в запустение. В 2020 году Азербайджан вернул контроль над городом Шуша. В 2021 году комплекс музея-мавзолея был полностью восстановлен.
В Баку, Гяндже, Губе есть улицы имени Моллы Панаха Вагифа. В Гяндже, на одноимённой улице установлен барельеф Вагифу.
В Баку на фасаде здания Музея азербайджанской литературы имени Низами Гянджеви установлена статуя Вагифу (скульптор Д. Каръягды).
29 августа 2021 года в городе Шуша состоялось открытие бюста Моллы Панаха Вагифа, который установлен рядом с домом Вагифа в Шуше. В августе 2021 года в Шуше были проведены Дни поэзии Вагифа. После возвращения города Шуша под контроль Азербайджана во второй раз  литературное мероприятие было проведено в Шуше 13-15 июля 2022 года.

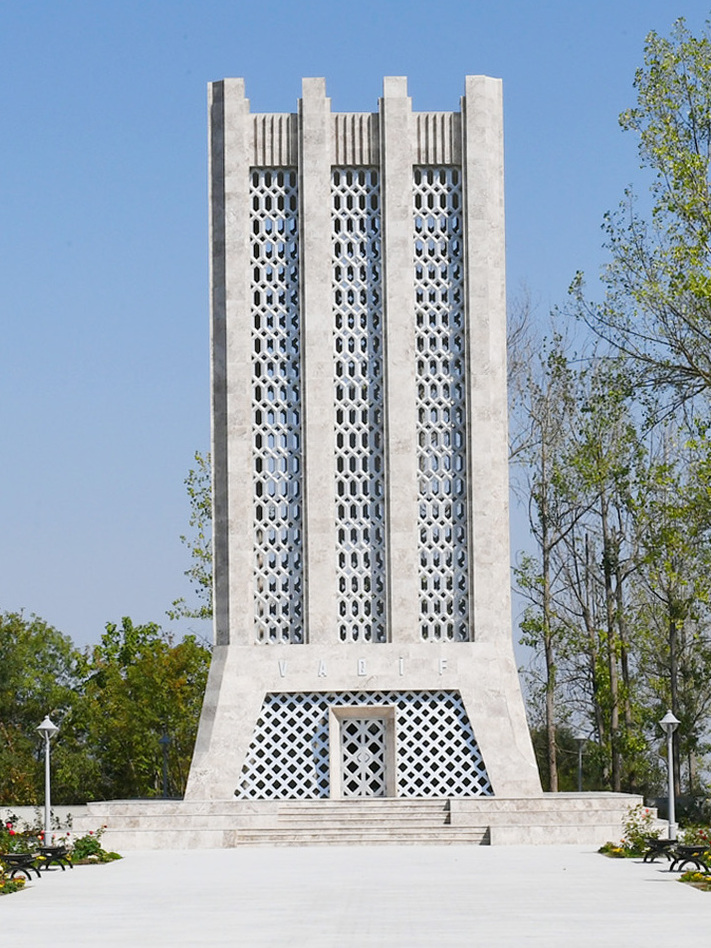
Мавзолей Вагифа
Барельеф Вагифу в Гяндже, на одноимённой улице
Бюст Вагифа в Шуше
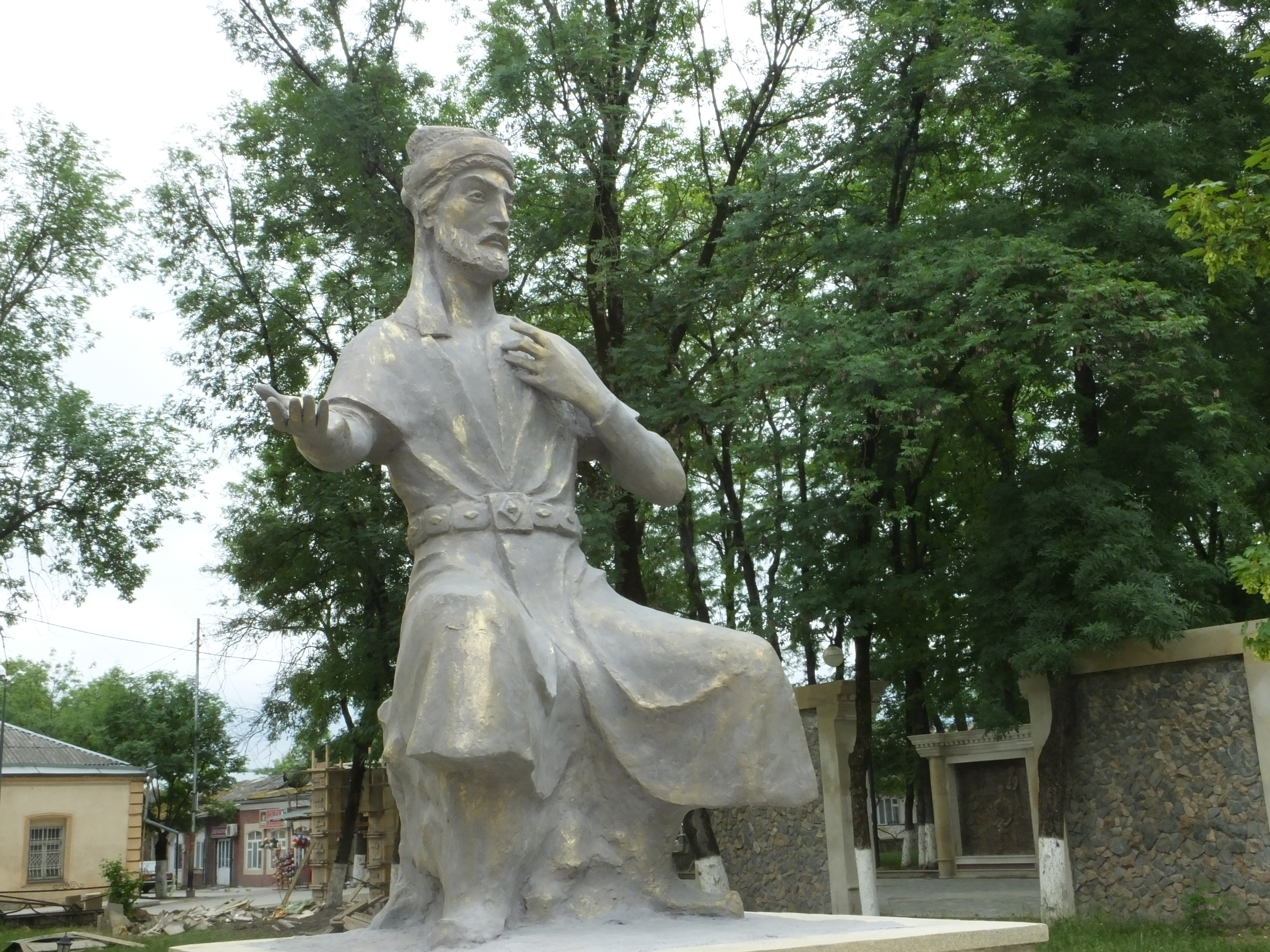
Памятник Вагифу в Губе